# Kanton Les Mureaux
Kanton Les Mureaux is een kanton van het Franse departement Yvelines. Het kanton maakt deel uit van het arrondissement Mantes-la-Jolie. Het kanton werd bij decreet van 21 februari 2014 opgericht met uitwerking op 22 maart 2015. Het kanton omvat de negen gemeenten van het opgeheven kanton Meulan-en-Yvelines en gemeente Ecquevilly kwam van kanton Aubergenville. Het heeft nu de volgende tien gemeenten:  
1. Les Mureaux, kantoor kieskring
2. Chapet
3. Ecquevilly
4. Évecquemont
5. Gaillon-sur-Montcient
6. Hardricourt
7. Meulan-en-Yvelines
8. Mézy-sur-Seine
9. Tessancourt-sur-Aubette
10. Vaux-sur-Seine